# Bertrand Gallet
Bertrand Gallet (* 24. Mai 1974 in Lille) ist ein französischer Badmintonspieler. 

## Karriere
Bertrand Gallet nahm 2000 im Herreneinzel an Olympia teil. Er verlor dabei nach gewonnenem Auftaktmatch in Runde zwei und wurde somit 17. in der Endabrechnung. Bereits 1996 war er erstmals französischer Meister geworden. Sechs weitere Titel folgten bis 2004. 1999 siegte er bei den Kenya International.

## Sportliche Erfolge
| Saison    | Veranstaltung                                | Disziplin    | Platz | Name                                   |
| --------- | -------------------------------------------- | ------------ | ----- | -------------------------------------- |
| 1989/1990 | Französische Nachwuchsmeisterschaft (Cadets) | Herrendoppel | 1     | Bertrand Gallet / Cyrille Lattelais    |
| 1990/1991 | Französische Juniorenmeisterschaft           | Mixed        | 1     | Bertrand Gallet / Marylène Demarest    |
| 1991/1992 | Französische Juniorenmeisterschaft           | Mixed        | 1     | Bertrand Gallet / Tatiana Vattier      |
| 1991/1992 | Französische Juniorenmeisterschaft           | Herrendoppel | 1     | Bertrand Gallet / Guillaume Verplaetse |
| 1995/1996 | Französische Meisterschaft                   | Herreneinzel | 1     | Bertrand Gallet                        |
| 1996/1997 | Französische Meisterschaft                   | Herreneinzel | 1     | Bertrand Gallet                        |
| 1997/1998 | Französische Hochschulmeisterschaft          | Herreneinzel | 1     | Bertrand Gallet                        |
| 1998/1999 | Französische Meisterschaft                   | Herreneinzel | 1     | Bertrand Gallet                        |
| 1999      | Kenya International                          | Herrendoppel | 1     | Bertrand Gallet / Robert Mbugua        |
| 1999      | Kenya International                          | Herreneinzel | 1     | Bertrand Gallet                        |
| 1999      | Auckland International                       | Herreneinzel | 3     | Bertrand Gallet                        |
| 1999/2000 | Französische Meisterschaft                   | Herrendoppel | 1     | Bertrand Gallet / Jean-Michel Lefort   |
| 2000      | Olympia                                      | Herreneinzel | 17    | Bertrand Gallet                        |
| 2000/2001 | Französische Meisterschaft                   | Herrendoppel | 1     | Bertrand Gallet / Jean-Michel Lefort   |
| 2000/2001 | Französische Meisterschaft                   | Herreneinzel | 1     | Bertand Gallet                         |
| 2003/2004 | Frankreich: Einzelmeisterschaften            | Herrendoppel | 1     | Bertrand Gallet / Jean-Michel Lefort   |